# ATV (Pérou)
Pour les articles homonymes, voir ATV.
ATV - Andina de Televisión S.A.C., est une chaîne de télévision péruvienne.
Cette société de télévision est membre de l'Organisation des Télécommunications Ibéro-Américaines (OTI).

## Histoire

### Identité visuelle (logo)

Logo de Canal 9 de 1983 à 1992
Logo d'ATV de 1992 à 1998
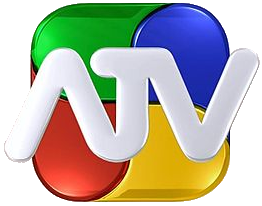
Logo d'ATV de 1998 à 2014
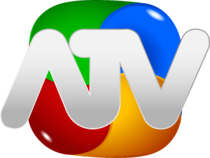
Logo d'ATV de 2014 à 2016
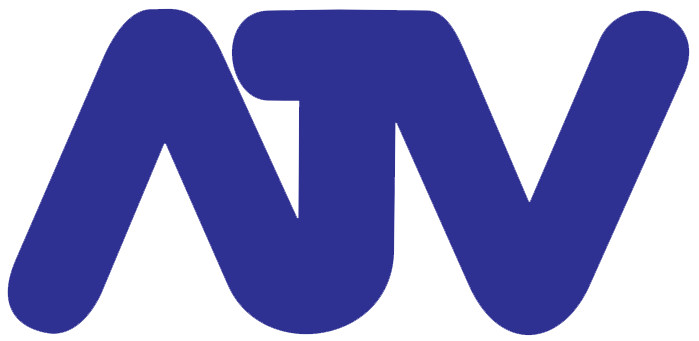
Logo d'ATV de 2016 à 2018

## Émissions
- Magaly TV
- La Tayson, corazón rebelde
- Hola a todos